# Francisco Xabier Azkargorta Uriarte
Francisco Xabier Azkargorta Uriarte   (Azpeitia, 26 de setembre de 1953) és un futbolista basc dels anys 1970 i posteriorment entrenador.

## Trajectòria
La seva etapa com a futbolista no fou molt destacada. Jugà a la Reial Societat i Athletic Club. Més destacada ha estat la seva etapa d'entrenador. L'any 1982 es convertí en entrenador del Gimnàstic de Tarragona. El seu bon paper va fer que el RCD Espanyol el fitxés l'any següent. A l'Espanyol substituí a la banqueta a Milorad Pavić, romanent en el càrrec durant tres temporades. Més tard fou entrenador a Reial Valladolid, Sevilla FC i CD Tenerife. També destacà com a seleccionador de Bolívia i Xile. Amb la selecció boliviana aconseguí una històrica classificació per al Mundial dels Estats Units 1994. A Mèxic fou entrenador del Chivas de Guadalajara.

## Palmarès
Com a entrenador
Yokohama Marinos
- Lliga japonesa de futbol:
  - 1997-1998